# Odbavovací systémy v dopravě
Odbavovací systém je v osobní veřejné dopravě běžné označení pro způsob placení jízdného (přepravného), z něhož vyplývá i organizace nástupu do dopravních prostředků a výstupu z nich, vymezovaní placeného (uzavřeného) přepravního prostoru ve stanicích, způsoby prodeje a označování jízdenek, prokazování se jízdními doklady a jejich kontrola. Druh odbavovacího systému je závislý na volbě tarifního systému, tedy například na tom, zda je tarif přestupní nebo nepřestupní, a na dopravním systému (například integrovaném), jehož je součástí.
Obdobné odbavovací systémy mohou fungovat i v jiných místech, do nichž je vstup podmíněn zaplacením vstupného, například do muzeí, zoologických a botanických zahrad, zábavních parků nebo zařízení, na sportovní a kulturní akce (kina, divadla) a podobně.

## Placený přepravní prostor
Obvykle je zaplacení jízdného podmínkou pro vstup do dopravního prostředku. U některých typů dopravy (letecká, železniční, lanové dráhy, metro) je obvyklé, že placený prostor je rozšířen i na části stanic. Osobám, které nezaplatily jízdné, do tohoto prostoru není umožněn přístup nebo jim v něm hrozí při přistižení pokuta.
V některých dopravních systémech je jízdenka kontrolována nebo odebírána až při ukončení přepravy a opouštění přepravního prostoru. Tehdy je zřejmé, na jakou vzdálenost nebo mezi jakými pásmy se cestující přepravoval.
Na letištích bývají zvláštní terminály pro odbavení cestujících letících do destinací mimo schengenský prostor. Cestující letící do destinací mimo schengenský prostor musí ještě procházet pasovou kontrolou.

## Placení v dopravním prostředku

### Placení u řidiče
Tento způsob je obvyklý zejména v meziměstské a regionální autobusové dopravě. Nástup cestujících je v takovém případě usměrněn do předních dveří a cestující si při nástupu zakoupí jízdenku u řidiče (případně pouze zaplatí, jde-li o zemi, kde není zvykem vydávat jízdenky).
Je-li tento odbavovací systém zkombinován s jinými, někteří cestující se prokážou jízdním dokladem zakoupeným jinde nebo si jízdenku pod dozorem řidiče označí.
Řidič mívá k dispozici bločkové jízdenky nebo přístroj, pomocí kterého jízdenku vytiskne. Do poloviny devadesátých let 20. století byla většina autobusů ČSAD vybavena mechanickými prodejními strojky Setright, které na jízdence vyznačovaly název dopravce, druh jízdného, den a měsíc vydání, tarifní číslo nástupní zastávky, cenu jízdného, identifikační číslo strojku a tříciferné identifikační číslo jízdenky. Rok, číslo linky ani názvy zastávek na jízdence vyznačeny nebyly. Později se začaly objevovat modernější elektronické přístroje s paměťovou jednotkou, které vydávají jízdenky s podrobnějšími údaji a řidiči usnadňují práci, protože mají v paměti i konkrétní jízdní řád spoje a tarif.
V trolejbusech v Mariánských Lázních v osmdesátých letech 20. století bylo zavedeno placení vhazováním mincí do kasiček u řidiče. Řidič pomocí záklopky v horní, průhledné části kasičky kontroloval správnost poplatku, jízdenky se v tomto systému nevydávaly a nepoužívaly. V 80. letech 20. století v Olomouci bývaly u řidičů tramvají jednoduché zčásti samoobslužné „prodejní strojky“ – cestující vhodil poplatek do kasičky a zatáhnutím za kliku uvolnil z role jednu odtrhávací jízdenku, řidič průhledným víkem zkontroloval poplatek a umožnil jeho propadnutí do dolní neprůhledné části kasičky.
Systém prodeje jízdenek na palubě plavidla je obvyklý i na malých přívozech, které jsou obsluhovány jednou osobou.
V taxislužbě se jízdné platí u řidiče až při skončení jízdy.
Systém s placením jízdného nebo kontrolou jízdenek u řidiče mívá tu výhodu, že zabraňuje ve vstupu do dopravního prostředku černým pasažérům, tedy cestujícím, kteří nesplní povinnost zaplatit jízdné. Případná namátková přepravní kontrola pak kontroluje v první řadě řidiče (například zda nenechává některé cestující jezdit zadarmo nebo zda nevybírá jízdné „do vlastní kapsy“ bez vydání jízdenky). Je-li však tento systém zkombinován s jinými v rámci složitějšího tarifního systému, obvykle není v možnostech řidiče důsledně platnost všech předložených nebo označovaných jízdních dokladů kontrolovat. Přesto byl v poslední době tento systém obnoven i leckde, kde od něj v minulosti již ustoupili, například v obdobích slabšího provozu v libereckých tramvajích nebo na příměstských linkách Pražské integrované dopravy.

### Placení u průvodčího
U těch druhů dopravy, kde by placení u řidiče dopravu příliš zdržovalo, se jízdné platí v dopravním prostředku u průvodčího. Tak tomu bylo například v pražských tramvajích do roku 1974.
Na železnici je placení u průvodčího, který prochází vlakem, základním způsobem zejména při jízdě ze stanic nebo zastávek, v nichž není prodej jízdenek zajištěn. S mírnou přirážkou lze této možnosti využít i v případě, že si cestující ve stanici, kde prodej jízdenek je zajištěn, nestačí jízdenku koupit.
Na příměstských rychlodrahách (S-Bahn) ve východním Německu bývalo zavedeno, že prodejce jízdenek měl své stanoviště na určeném místě vlaku a cestující, který neměl zakoupenou jízdenku, byl povinen ihned po nástupu se k němu dostavit.
Záleží na místních poměrech, zda průvodčí stačí sledovat všechny cestující a včas jim prodat jízdenky. Ve vlacích Českých drah se nezřídka stává, že pokud cestující jede jen krátkou vzdálenost, průvodčí se k němu vůbec nedostaví a cestující nemá ani možnost si jízdenku koupit.
Placení na plavidle při nástupu je obvyklé i u lodní dopravy na lodích s vícečetnou posádkou.

### Prodejní automat ve vozidle
Průvodčího nebo řidiče může zastoupit prodejní automat. Například liberecké tramvaje nebo železniční motorové vozy na některých regionálních tratích jsou prodejními automaty vybaveny.
Průvodčí nebo kontrolor buď systematicky nebo namátkově kontroluje, zda si cestující jízdenky skutečně zakoupili, případně označili. Výše pokuty (přirážky) cestujícímu bez jízdenky je obvykle stanovena úměrně pravděpodobnosti, s jakou se cestující mohl kontrole vyhnout.

## Placení mimo dopravní prostředek

### Jízdenky na konkrétní spoj, místenky
V některých druzích dopravy je možno si mimo dopravní prostředek zakoupit jízdenku na konkrétní spoj, zpravidla zároveň s místenkou. Tento způsob bývá základním systémem v letecké dopravě a mívá zásadní význam i v dálkové autobusové, železniční i vodní dopravě, zejména námořní. Pokud cestující jízdenku (letenku, lodní lístek) nevyužije a nevrátí ji před plánovaným odjezdem, obvykle nemá nárok na náhradu.

### Jízdenky na konkrétní úsek nebo trasu
Na železnici je obvyklé zakoupit ve stanici jízdenku na určitou trasu nebo pásmo. Cestující si může sám zvolit, kterým spojem se v této trase přepraví, avšak zpravidla je jízdu nutné nastoupit v den zakoupení (v den, který je na jízdence vyznačen jako den nástupu jízdy). Průvodčí obvykle při jízdě na jízdenku vyznačí její použití, čímž znemožní její zneužití k opakované jízdě.

### Označovací jízdenky
Od 70. let 20. století v městské hromadné dopravě většiny velkých měst v Československu byl zaveden předprodej nepřestupních jízdenek pro jednotlivou jízdu mimo vozidlo, a to jak v trafikách a jiných prodejnách, tak i v prodejních automatech. Cestující po nástupu do vozu byl povinen neprodleně jízdenku označit. Zpočátku se pro označení používaly děrovače (tzv. znehodnocovače), které do jízdenky vyrazily určitou kombinaci otvorů, později se začaly užívat i označovače, které na jízdenku vytiskly údaje o místě a času označení.
Od podzimu 1985 byl tento systém rozšířen i na pražské metro, kde se do té doby platilo jízdné mincemi do turniketu bez jízdenek.
Zpočátku se označovací jízdenky z předprodeje používaly jako nepřestupní, později začaly být využívány i v časovém a pásmovém (zónovém) tarifu, například několikadenní jízdenky platí stanovenou dobu od okamžiku prvního označení.
Označovací jízdenky obvykle mají dobu platnosti neomezenou. Dojde-li ke změně tarifu, je obvykle možné jízdenky za náhradu vrátit nebo vyměnit za nové.

### Placení hotově při vstupu do přepravního prostoru
Jedná se o systém obdobný placení u řidiče. Výhodou je úspora nákladů spojených s tiskem jízdenek, nevýhodou je, že cestující, kteří vstupem proklouznou bez zaplacení, již poté není možné odhalit. V pražském metru od května 1974 do podzimu 1985 byly u vstupů mincovní turnikety, se vzrůstajícím podílem předplatních časových jízdenek však tento systém ztrácel účinnost, protože nebylo v možnostech dozorčích zkontrolovat platnost jízdních dokladů všem procházejícím.

### Časové síťové jízdenky
Časové síťové jízdenky se používají zejména v městské hromadné dopravě, ale i na železnici. Platí na předem stanovené období v celé dopravní síti nebo její části, bez omezení počtu jízd nebo vzdálenosti. Obvykle se neoznačují nebo se označí jen při první jízdě. Mohou být vydávány buď na kalendářní období (měsíc, rok, čtvrtletí), nebo s klouzavou platností ode dne nebo okamžiku vyznačeného na jízdence. Jsou-li nepřenosné, obvykle mívají stálou část s fotografií a identifikačními údaji a výměnnou část (časový kupón) na příslušné období.

### Kilometrická banka
Kilometrická banka Českých drah je příkladem předplaceného kreditu (počtu osobokilometrů), který cestující postupně odčerpává tím, že vždy před nastoupením jízdy vyplní do sešitku údaje o konkrétní cestě. Průvodčí pak údaje jen překontroluje, případně doplní. Na podobném principu jsou založeny i jiné druhy jízdenek, například označovací jízdenky pro více jízd, bločky více jízdenek se zvýhodněnou cenou atd.

### Čipové jízdenky
Čipové jízdenky mají tu výhodu, že lze v jednom systému kombinovat více druhů tarifů a mohou zároveň sloužit i jiným účelům než dopravním, jako elektronická peněženka. Čipové jízdenky mohou být při vstupu do vozidla nebo přepravního prostoru buď pouze čteny (pak fungují jako klasické časové jízdenky), nebo je buď na nich nebo v databázi systému vyznačeno nastoupení jízdy (odečtení části kreditu). Takto mohou souběžně existovat čipové jízdenky pro jednotlivou jízdu, pro určitý počet jízd nebo na určité období.